# Karen Vousden
Karen Heather Vousden (nacida el 19 de julio de 1957) es una investigadora médica británica. Es conocida por su trabajo en la proteína supresora de tumores, p53,  y en particular por su descubrimiento del importante papel regulador del gen Mdm2, un atractivo objetivo para los agentes contra el cáncer. De 2003 a 2016, fue directora del Instituto Beatson de Investigación sobre el Cáncer de Reino Unido (CRUK, por sus siglas en inglés) en Glasgow, Reino Unido, y regresó a Londres en 2016 para asumir el papel de Jefa Científica en el CRUK y Líder de Grupo en el Instituto Francis Crick. 

## Educación
Después de asistir a Gravesend Grammar School for Girls, Vousden obtuvo una licenciatura en genética y microbiología (1978) y un doctorado del Queen Mary College de la Universidad de Londres en el uso de mutaciones de genes supresores para estudiar la redundancia de ARN de transferencia redundante en el hongo Coprinus.

## Carrera
Las primeras posiciones de investigación postdoctoral de Vousden fueron con Chris Marshall en el Instituto de Investigación del Cáncer, Londres, Reino Unido (1981-85) y Douglas Lowy en el Instituto Nacional del Cáncer, Bethesda, Estados Unidos (1985-87).
De 1987 a 1995, dirigió el Grupo del Virus de Papiloma Humano en el Instituto Ludwig para la Investigación del Cáncer, Londres, Reino Unido.  En 1995, se unió al Instituto Nacional del Cáncer en Frederick, EE. UU., sirviendo sucesivamente como jefa de la sección de Carcinogénesis Molecular del Programa de Investigación Básica ABL (1995–97), directora del Laboratorio de Virología Molecular y Carcinogénesis (1997– 98), directora interina del Programa de Investigación Básica ABL (1998–99) y jefa del Laboratorio de Regulación del Crecimiento Celular, División de Ciencias Básicas (1999–2002).
Desde 2003 hasta 2016, fue directora del Instituto de Investigación de Cáncer del Reino Unido Beatson en Glasgow, Reino Unido, donde supervisó una expansión de 15 millones. También dirigió el grupo de investigación de supresión de tumores del instituto.
Desde 2016, regresó a Londres para asumir el papel de Científica Principal del CRUK y Líder de Grupo en el Instituto Francis Crick.  En 2018, fue elegida asociada extranjera de la Academia Nacional de Ciencias. 

## Investigación

### Virus del papiloma humano
Su trabajo inicial se centró en la biología molecular de los virus del papiloma humano (VPH) que están asociados al cáncer cervical. Con Douglas Lowy y otros, identificó las oncoproteínas virales específicas requeridas por el VPH-16 para inmortalizar las células epiteliales.  También formó parte de un grupo que mostró que E6, una de las oncoproteínas HPV-16, se une a la proteína p53 supresora de tumores humanos in vivo, lo que resulta en su degradación.

### Proteína supresora p53
La investigación reciente de Vousden se ha centrado en el gen p53. A veces llamado "el guardián del genoma", el gen p53 desempeña un papel fundamental en la prevención del desarrollo de tumores al inducir a las células sujetas a estrés, como el daño en el ADN, a llevar a cabo un "suicidio" a través del mecanismo de apoptosis. Su trabajo ha sido importante para delinear el mecanismo de este proceso. Junto a Katsunori Nakano, descubrió un componente clave en la vía de apoptosis desencadenada por p53, la proteína PUMA (modulador de apoptosis regulada por incremento de P53, por sus siglas en inglés).

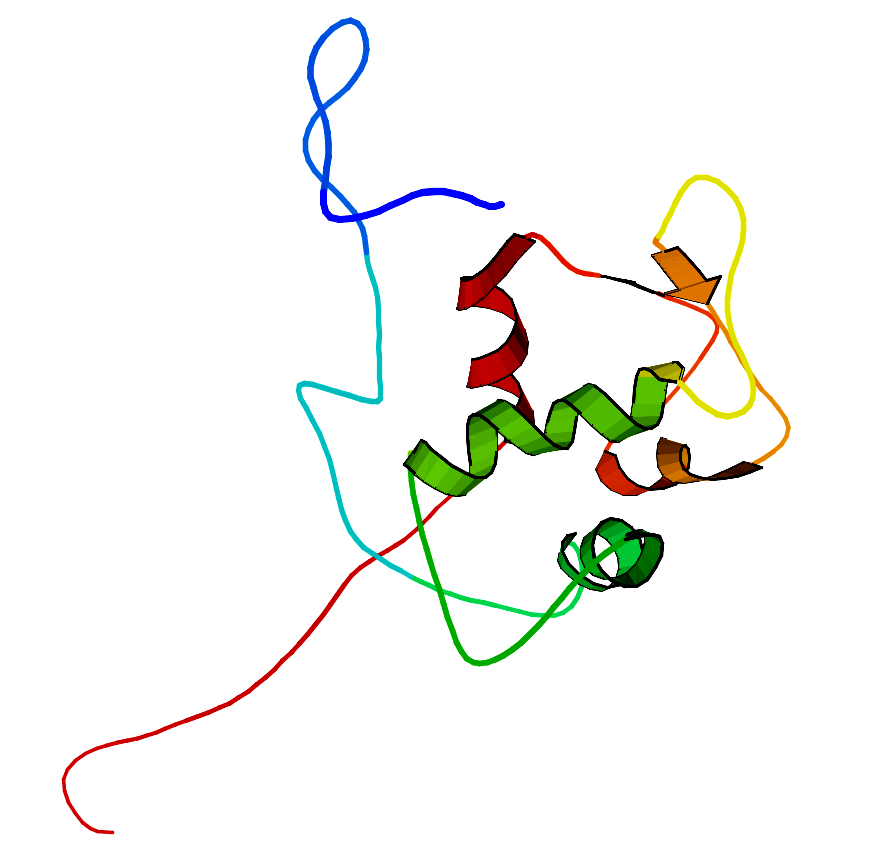
Estructura de mdm2

Para evitar que se active de forma inapropiada, p53 se controla estrictamente en la celda normal.  Vousden descubrió que un elemento clave en esta regulación es la proteína Mdm2. Con Allan Weissman y otros, ella demostró que Mdm2 es una ubiquitina ligasa que se dirige a la p53 para la degradación del proteasoma, asegurando así que los niveles de la proteína permanezcan bajos cuando la célula no está bajo estrés.
La reactivación de p53 puede inhibir el crecimiento de algunos tumores, lo que convierte a Mdm2 en un objetivo atractivo para los tratamientos contra el cáncer. Como Mdm2 apunta solo a un pequeño número de proteínas para su destrucción, un inhibidor puede tener pocos efectos secundarios. Un enfoque importante del trabajo reciente de Vousden ha sido investigar la estructura de Mdm2 y buscar moléculas que lo inhiban; un grupo de compuestos de bajo peso molecular (descubierto en colaboración con el Departamento de Química de la Universidad de Glasgow ) ha demostrado ser prometedor en estudios de cultivos celulares.  Los investigadores de Hoffmann-La Roche y el Instituto Karolinska también han descubierto inhibidores de Mdm2.
p53 también puede ayudar a prevenir o reparar daños menores en el genoma en condiciones de bajo estrés.  El grupo de Vousden ha descubierto recientemente una nueva proteína regulada por p53, TIGAR (T-p53  Glicólisis Inducible y Regulador de la Apoptosis), que puede reducir el estrés oxidativo en las células y podría mediar parte de este efecto.

## Premios y honores
Vousden es miembro de la Royal Society (2003), Royal Society of Edinburgh (2004) y la Academia de Ciencias Médicas (2006); también fue elegida miembro de la Organización Europea de Biología Molecular en 2004. El Instituto de Investigación del Cáncer le otorgó un Doctorado Honorario en Ciencias (Medicina) en 2006.  Dio la Conferencia Conmemorativa Sir Frederick Gowland Hopkins de la Sociedad Bioquímica en 2008. Fue galardonada con la Medalla Real de la Royal Society of Edimburgh en 2009. Fue nombrada Comandante de la Orden del Imperio Británico (CBE) en los Honores de Año Nuevo 2010.
En 2004, The Scotsman nombró a Vousden entre las 25 mujeres escocesas más poderosas.